# Eduards Ševics-Mikeļševics
Eduards Ševics-Mikeļševics, född 16 april 2001, är en lettisk rodelåkare.

## Karriär
I februari 2020 vid junior-VM i Oberhof tog Ševics-Mikeļševics silver tillsammans med Elīna Ieva Vītola, Gints Bērziņš och Lūkass Krasts i lagstafetten. I januari 2022 vid junior-VM i Winterberg tog han guld tillsammans med Lūkass Krasts i dubbel samt brons tillsammans med Zane Kaluma, Kaspars Rinks och Lūkass Krasts i lagstafetten.
I januari 2023 vid EM i Sigulda tog Ševics-Mikeļševics och Lūkass Krasts brons i dubbel. De blev samtidigt U23-Europamästare.